# プライス郡 (ウィスコンシン州)
プライス郡（英: Price County）は、アメリカ合衆国ウィスコンシン州の北部に位置する郡である。2010年国勢調査での人口は14,159人であり、2000年の15,822人から10.5％減少した。郡庁所在地はフィリップス市（人口1,478人）であり、同郡で人口最大の都市はパークフォールズ市（人口2,462人）である。

## 歴史
プライス郡は1879年3月3日に州知事ウィリアム・E・スミスが郡を調印する法案に署名したときに誕生した。郡名のもとになったウィリアム・T・プライスはウィスコンシン州上院の議長を務め、初期製材業者だった。後にはアメリカ合衆国下院議員に選ばれた。郡域はチッペワ郡とリンカーン郡の領域を合わせて作られた。
プライス郡となった地域の最初の白人開拓者はアイザック・ストーン少佐であり、製材業を営むために1860年にスピリット川沿いに入った。

## 地理
アメリカ合衆国国勢調査局に拠れば、郡域全面積は1,278平方マイル (3,310 km2)であり、このうち陸地1,253平方マイル (3,250 km2)、水域は26平方マイル (67 km2)で水域率は2.02％である。州内最高地点であるティムズ丘陵が郡内にあり、標高は1,951フィート (595 m) である。

### 主要高規格道路
| - アメリカ国道8号線 - ウィスコンシン州道13号線 - ウィスコンシン州道70号線 | - ウィスコンシン州道86号線 - ウィスコンシン州道102号線 - ウィスコンシン州道111号線 - ウィスコンシン州道182号線 |

### 隣接する郡
- アシュランド郡 - 北西
- アイアン郡 - 北東
- ビラス郡 - 北東
- オナイダ郡 - 東
- リンカーン郡 - 南東
- テイラー郡 - 南
- ラスク郡 - 西
- ソーヤー郡 - 西

### 国立保護地域
- チェカメゴン国立の森（部分）

## 人口動態

2000人口ピラミッド

以下は2000年国勢調査による人口統計データである。
| 基礎データ - 人口: 15,822人 - 世帯数: 6,564 世帯 - 家族数: 4,417 家族 - 人口密度: 5人/km2（13人/mi2） - 住居数: 9,574軒 - 住居密度: 3軒/km2（8軒/mi2） 人種別人口構成 - 白人: 98.22% - アフリカン・アメリカン: 0.10% - ネイティブ・アメリカン: 0.60% - アジア人: 0.30% - 太平洋諸島系: 0.03% - その他の人種: 0.15% - 混血: 0.60% - ヒスパニック・ラテン系: 0.73% 先祖による構成 - ドイツ系：44.4％ - ノルウェー系：6.5％ - スウェーデン系：5.9％ - ポーランド系：5.4％ - アイルランド系：5.2％ - チェコ系：5.0％ 言語による構成 - 英語：96.7％ - スペイン語：1.2％ | 年齢別人口構成 - 18歳未満: 23.8% - 18-24歳: 5.8% - 25-44歳: 25.8% - 45-64歳: 25.7% - 65歳以上: 18.8% - 年齢の中央値: 42歳 - 性比（女性100人あたり男性の人口） - 総人口: 101.0 - 18歳以上: 99.0 世帯と家族（対世帯数） - 18歳未満の子供がいる: 28.9% - 結婚・同居している夫婦: 56.5% - 未婚・離婚・死別女性が世帯主: 6.6% - 非家族世帯: 32.7% - 単身世帯: 28.5% - 65歳以上の老人1人暮らし: 14.5% - 平均構成人数 - 世帯: 2.37人 - 家族: 2.91人 |

## 都市と町
| 都市と村                                                                          | 町 | 町                                                                                        | 未編入の町 | ゴーストタウン          |
| --------------------------------------------------------------------------------- | --- | ----------------------------------------------------------------------------------------- | --- | ----------------------- |
| - パークフォールズ - フィリップス - 郡庁所在地 - カトーバ - ケナン - プレンティス | - カトーバ - アイゼンスタイン - エルク - エメリー - ファイフィールド - フランボー - ジョージタウン - ハケット - ハーモニー | - ヒル - ケナン - ノックス - レイク - オージェマ - プレンティス - スピリット - ウースター | - クランベリーレイク - クリフォード（部分） - ブラントウッド - ドーバー - ファイフィールド - ルガービル - ケネディ - オージェマ - ペニントン - スピリット - ウースター | - クーリッジ - カイザー |